# Célestin Alfred Cogniaux
Pour les articles homonymes, voir Cogniaux.
Célestin Alfred Cogniaux est un botaniste belge, né à Robechies (Chimay) le 7 avril 1841 et mort à Genappe le 15 avril 1916.

## Biographie
En 1861, il obtient le diplôme d’instituteur à l’École Normale de Nivelles et celui de régent en 1862. La même année, il est nommé professeur à l’École Moyenne de Visé, en 1864 à Gosselies, en 1865 à Philippeville, en 1867 à Braine-le-Comte et en 1870 à Maaseik.
Lié avec le botaniste Barthélemy Dumortier, il participe à la fondation de la Société Royale de Botanique de Belgique. En 1872, il est aide-naturaliste et conservateur au Jardin Botanique jusqu’en 1880.
Il est nommé membre d’honneur de la Société Impériale de Zoologie et de Botanique de Vienne en 1880, du Botanical Club de New-York en 1894 et enfin, Docteur honoris causa de l’Université de Heidelberg en 1903.
À la suite de sa mort, en 1916, son herbier — comprenant 5 251 spécimens — est cédé Jardin botanique de l'État à Bruxelles. Le genre d’orchidées Neocogniauxia lui a été dédié par Rudolf Schlechter. Sa tombe se trouve au cimetière de Loupoigne.

## Liste partielle des publications
- 1883 : Abrégé de la petite flore de Belgique (destiné aux élèves des écoles primaires et moyennes), 164 pages, Hector Manceaux (Mons)
- 1894 : avec Lucien Linden (1851-1940) et G. Grinan, Les orchidées exotiques et leur culture en Europe, Octave Doin (Paris) : 1019 pages.
- 1896 à 1907 : avec Alphonse Goossens, Orchidées : dictionnaire iconographique (deux volumes) : 826 pl. et 315 p. Réédité en 1990 par l’Institut des jardins (Perthes-en-Gâtinais).  (ISBN 2-908041-01-4)
- 1891 : Melastromaceae, G. Masson (Paris) : 1 256 p..
- 1916 : avec Hermann Harms (1870-1942), Cucurbitaceae - Fevilleae et Melothrieae ; Cucurbitaceae - Cucurbiteae - Cucumerinae (deux volumes), W. Engelmann (Leipzig).

## Source
- Pierre Jacquet (2003). "Un orchidologue belge digne de mémoire : Alfred Cogniaux (1841-1916)". L'Orchidophile, revue de la Fédération France Orchidées N°157, p. 167.